# Korsakow (Rosja)
Korsakow (ros. Корсаков, jap. 大泊, Ōtomari) – miasto w obwodzie sachalińskim, port na południowym wybrzeżu wyspy Sachalin/Karafuto, nad zatoką Aniwa. Około 35 tys. mieszkańców.
Z Korsakowa dwa razy w tygodniu kursuje statek pasażerski na Wyspy Kurylskie.

## Historia
Niewiele wiadomo o wczesnej historii Korsakowa/Ōtomari. W tym miejscu znajdowała się wioska rybacka Ajnów o nazwie Kushunkotan (w źródłach rosyjskich Tamari-Aniva), odwiedzana od 1790 roku przez kupców z klanu Matsumae.
22 września 1853 roku rosyjska ekspedycja pod dowództwem Giennadija Niewielskiego osiedliła się w tym miejscu i nadała mu nazwę Fort Murawiowski, na cześć gubernatora generalnego Syberii Wschodniej Nikołaja Murawiowa-Amurskiego. Niewielski pozostawił szczegółowe wspomnienia z lądowania. Spotkał tam ludność w przeważającej mierze Ajnów (co najmniej 600 osób; inne źródła wspominają o zaledwie 300 Ajnach), a także obywateli japońskich, którzy, sądząc po relacji Niewielskiego, sprawowali władzę nad rdzennymi mieszkańcami. Po przybyciu Niewielskiego, w wiosce znajdowało się kilka stojących budowli, które Niewielski nazywa „szopami”, a nawet japońska świątynia religijna japońska świątynia religijna.
Rosjanie opuścili osadę 30 maja 1854 roku, prawdopodobnie dlatego, że ich obecność podczas wojny krymskiej wzbudziła obawy przed atakiem Brytyjczyków i Francuzów, ale powrócili w sierpniu 1869 roku. Później przemianowano ją na Fort Korsakowski, na cześć nowego gubernatora Syberii Wschodniej Michaiła Korsakowa.
Fort Korsakowski stał się ważnym elementem rosyjskiego systemu karnego i miejscem docelowym dla setek więźniów z europejskiej części Rosji, skazanych na ciężkie roboty za szczególnie poważne przestępstwa.

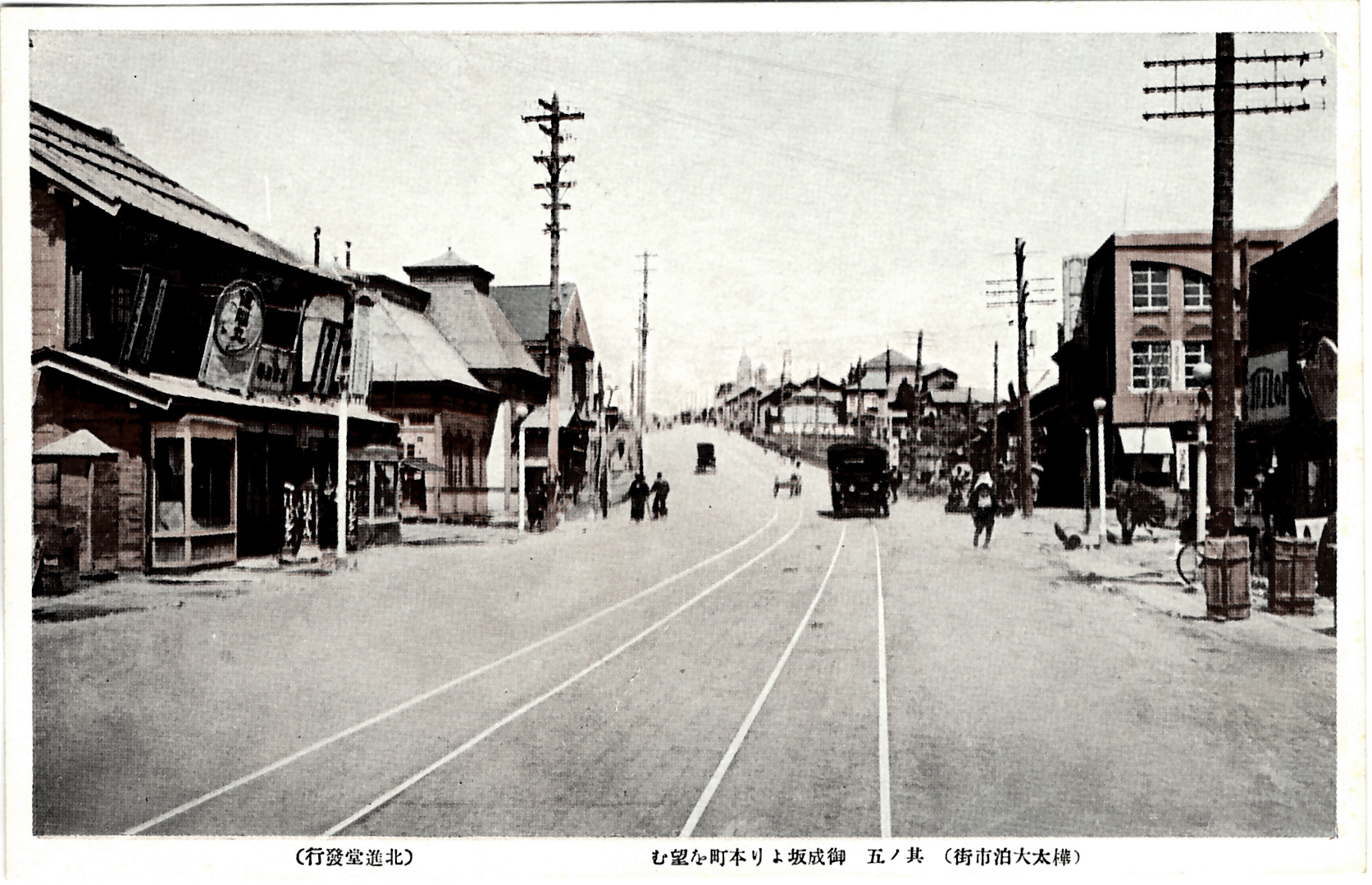
Ōtomari, Karafuto w okresie okres międzywojenny

Podczas wojny rosyjsko-japońskiej w latach 1904–1905, w sierpniu 1904 roku, w pobliżu miasta rozegrała się bitwa morska, zwana bitwą pod Korsakowem. W 1905 roku, w końcowej fazie wojny, wyspa została podbita przez Japonię, a południe wyspy, w tym Korsakowski, zostało przekazane Japonii w 1905 roku na mocy Traktat z Portsmouth (1905) po klęsce Rosji w tej wojnie. Rosjanie spalili drewniane miasto przed kapitulacją. Na gruzach Fortu Korsakowski Japończycy zbudowali nowoczesne, kamienne miasto z brukowanymi ulicami i elektrycznością, przemianowane na Ōtomari (大泊), co jest tłumaczeniem ajnuskiego słowa „Poro-an-tomari” (wielki port). Miasto tymczasowo pełniło funkcję stolicy prefektury Karafuto w latach 1905–1907. Pod rządami Japończyków miasto znacznie się rozrosło. Ōtomari, kolonia karna pod administracją rosyjską, kontynuowała praktykę pracy przymusowej: Japończycy sprowadzili do Ōtomari tysiące etnicznych Koreańczyków jako robotników. Obecna populacja Korei to głównie potomkowie tych poborowych.
Pod japońską administracją miasto znajdowało się w dystrykcie Ōtomari, w podprefekturze Toyohara (豐原支廳), w prefekturze Karafuto, najbardziej wysunięta na północ japońska prefektura..

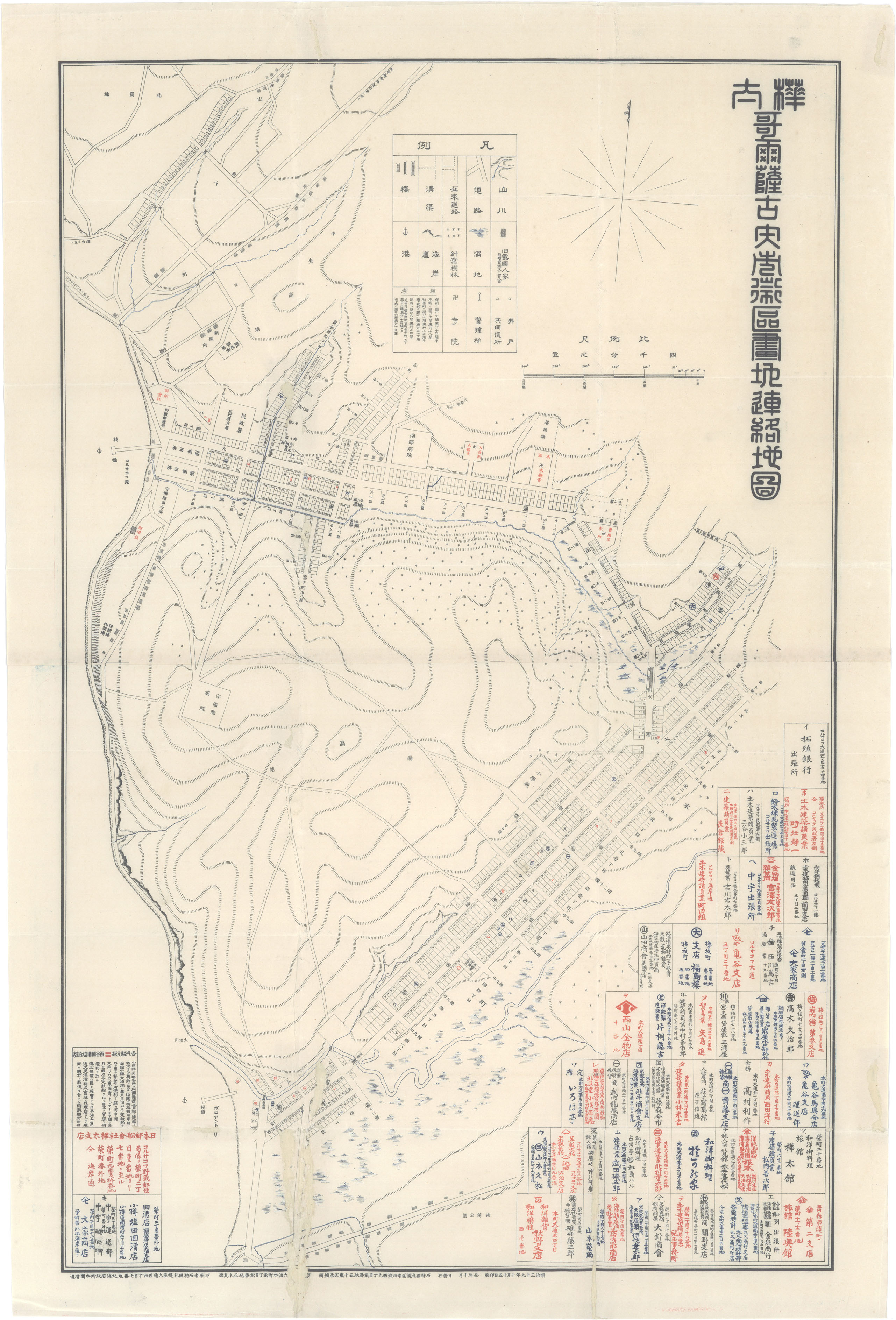
Plany miasta Ōtomari z 1906 roku
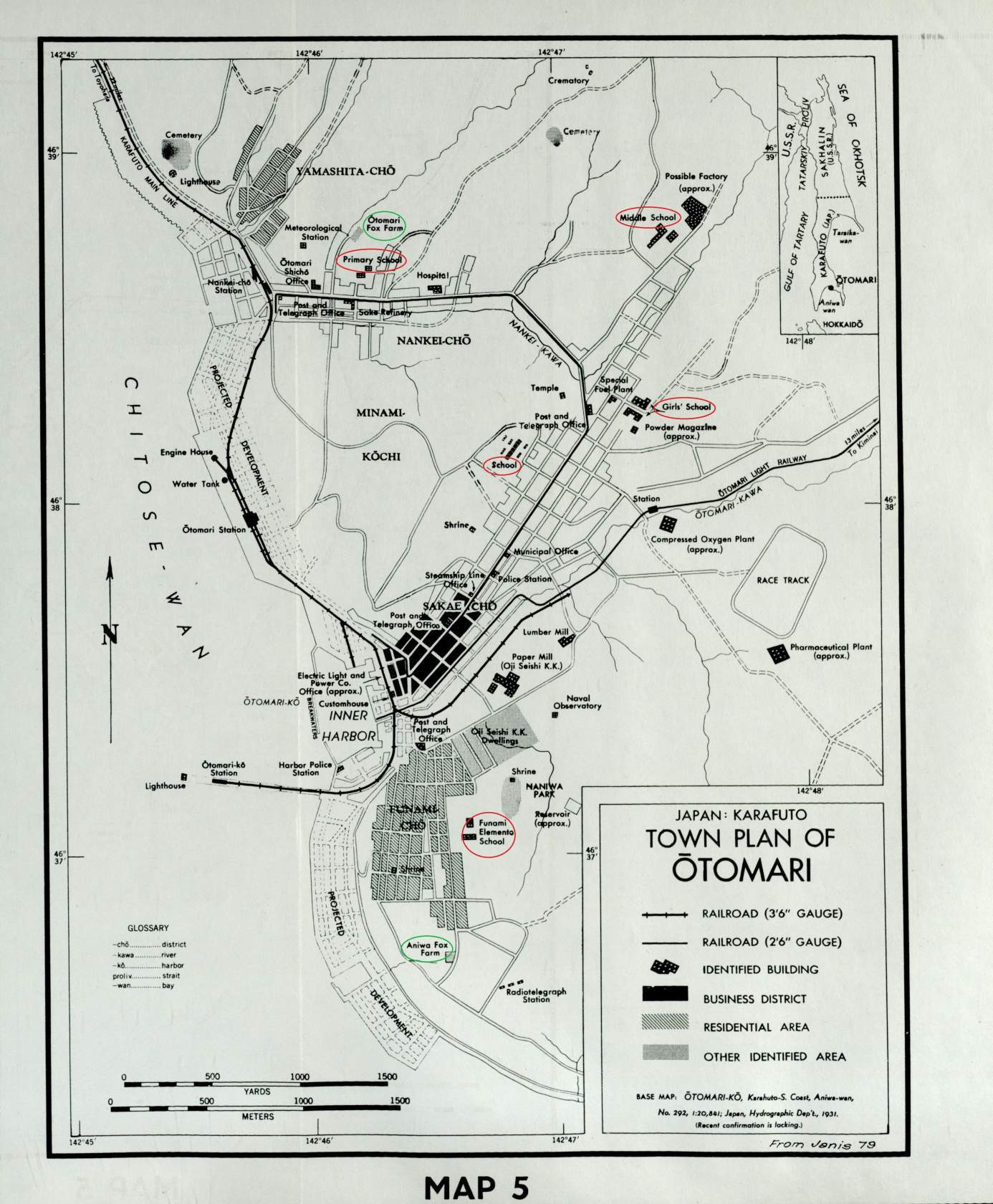
Plany miasta Ōtomari z 1931 roku
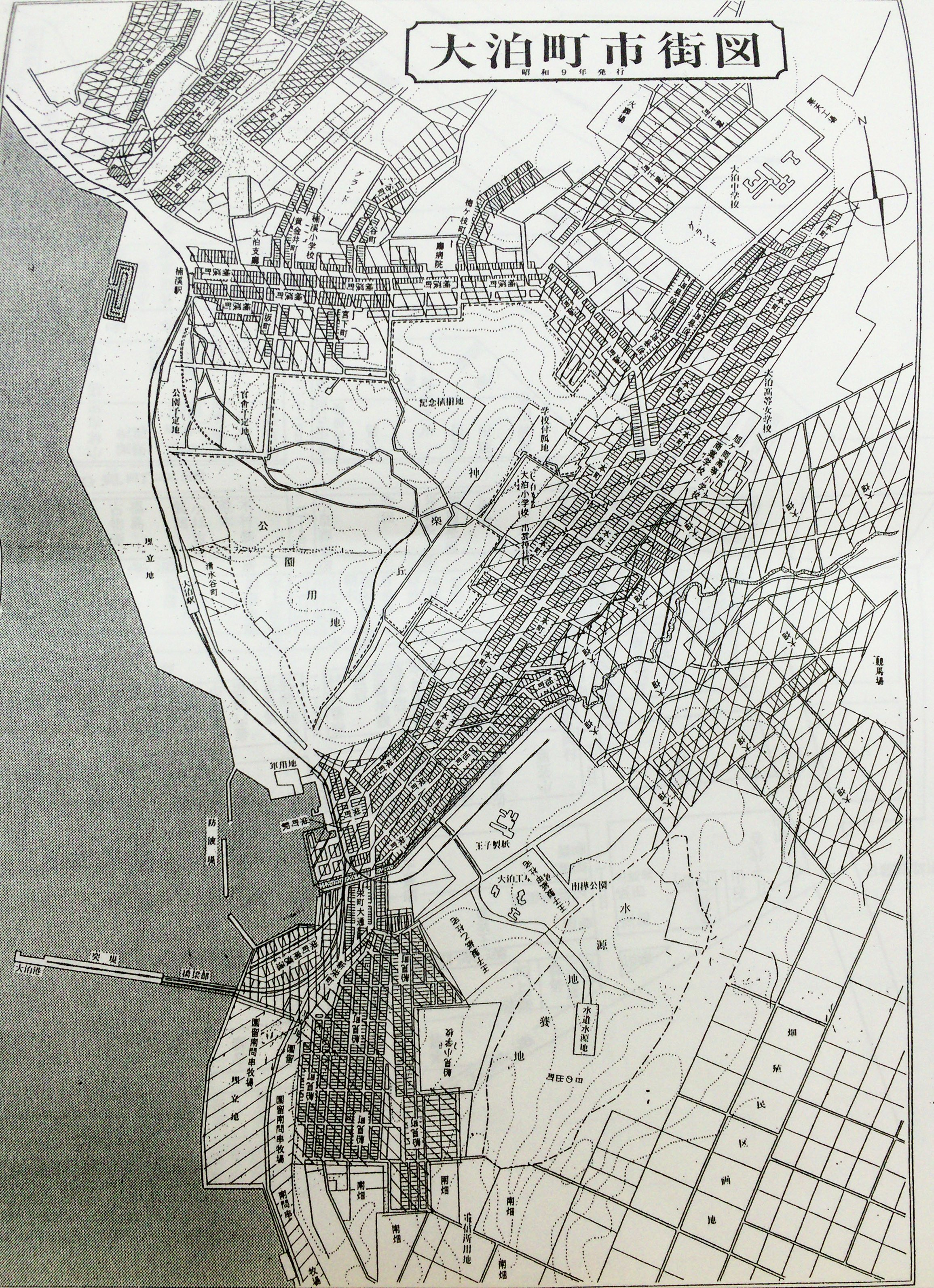
Plany miasta Ōtomari z 1934 roku

14 marca 1907 roku Odomari stało się siedzibą gubernatora. W tym samym roku uruchomiono linię kolejową, która obejmowała okoliczne miejscowości. Latem 1907 roku rozpoczęto również budowę dużego molo.
Pierwsza papiernia na Sachalinie została otwarta w Odomari w 1914 roku. W latach 1920–1928 w porcie zbudowano nabrzeże dla statków z 257-metrowym żelbetowym mostem platformowym.
1 maja 1923 roku zainaugurowano połączenie promowe między Ōtomari i Wakkanai.
25 sierpnia 1945 roku 1600 żołnierzy radzieckich wylądowało w Otomari i zajęło miasto, które od tego czasu stało się terytorium rosyjskim. Zmienili nazwę na Korsakow, a Stare Ōtomari zostało doszczętnie spalone przez napływ wojsk radzieckich.
Zniszczeniu uległy japońskie zabytki i pomniki, w tym sanktuarium shintoistyczne i pomnik księcia Hirohito, który odwiedził Ōtomari podczas inspekcji.

## Galería

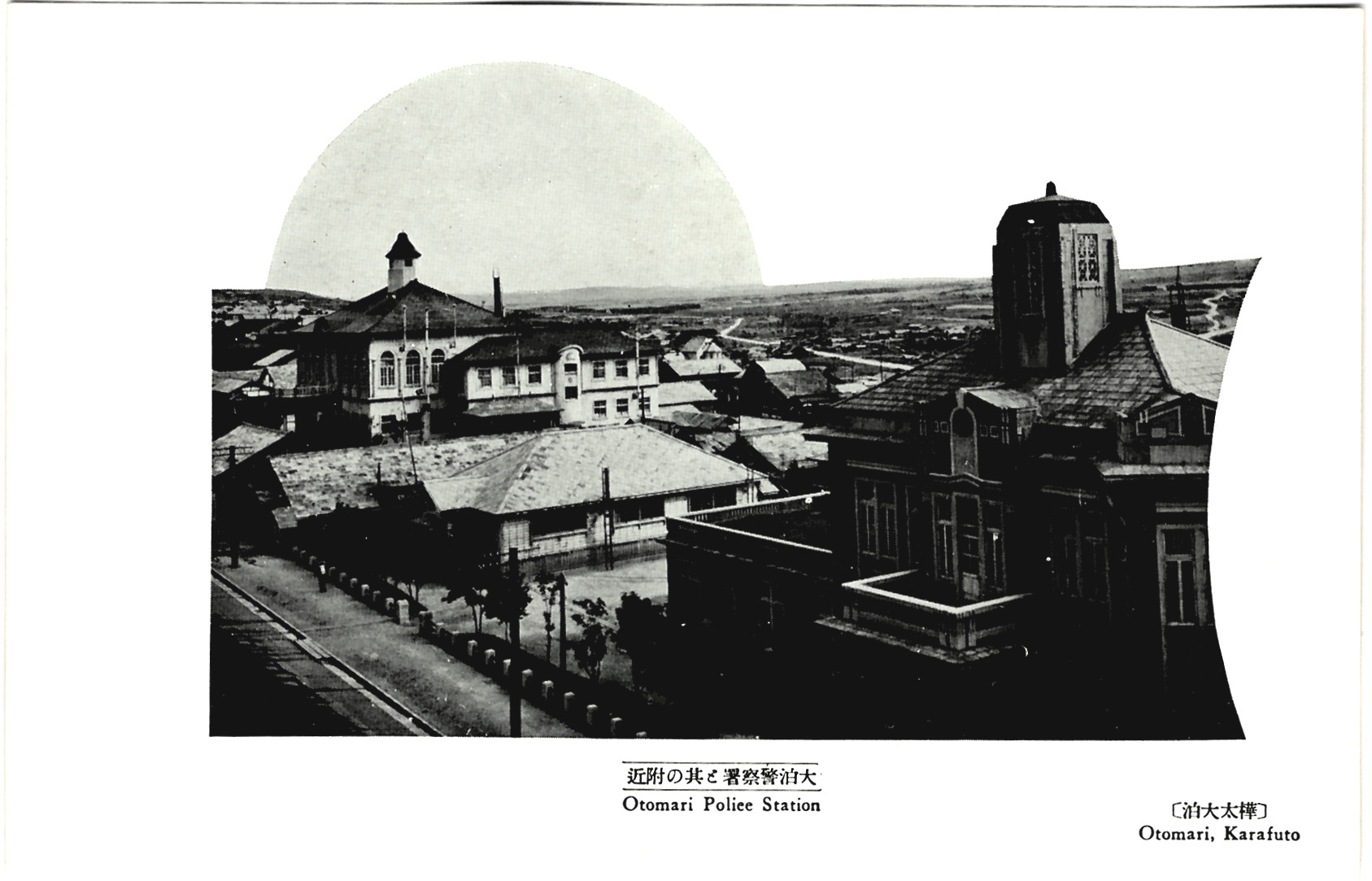
Ratusz miejski i żandarmeria w Ōtomari, Karafuto w okresie okres międzywojenny
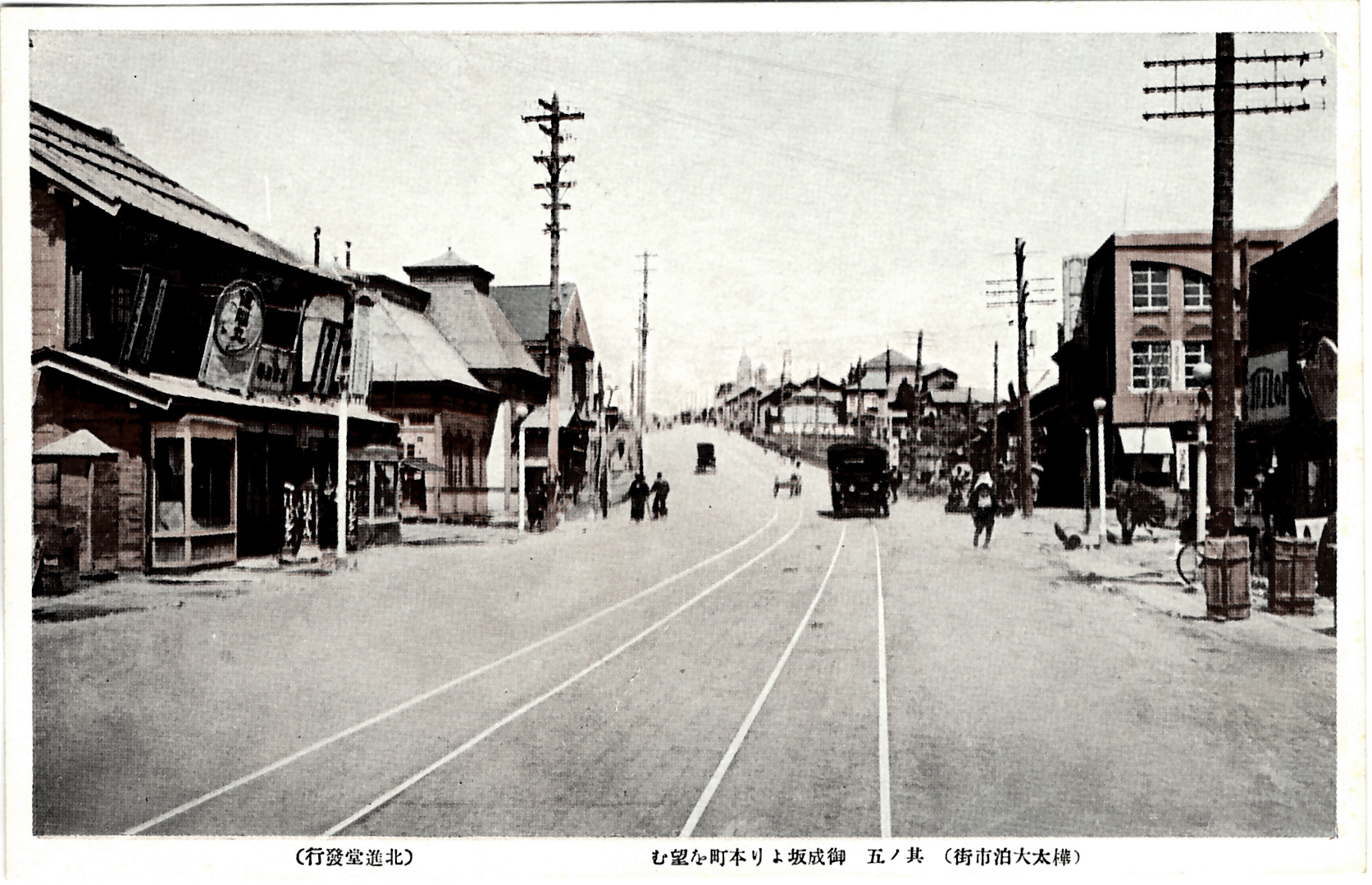
Urząd pocztowy w Ōtomari, Karafuto w okresie okres międzywojenny
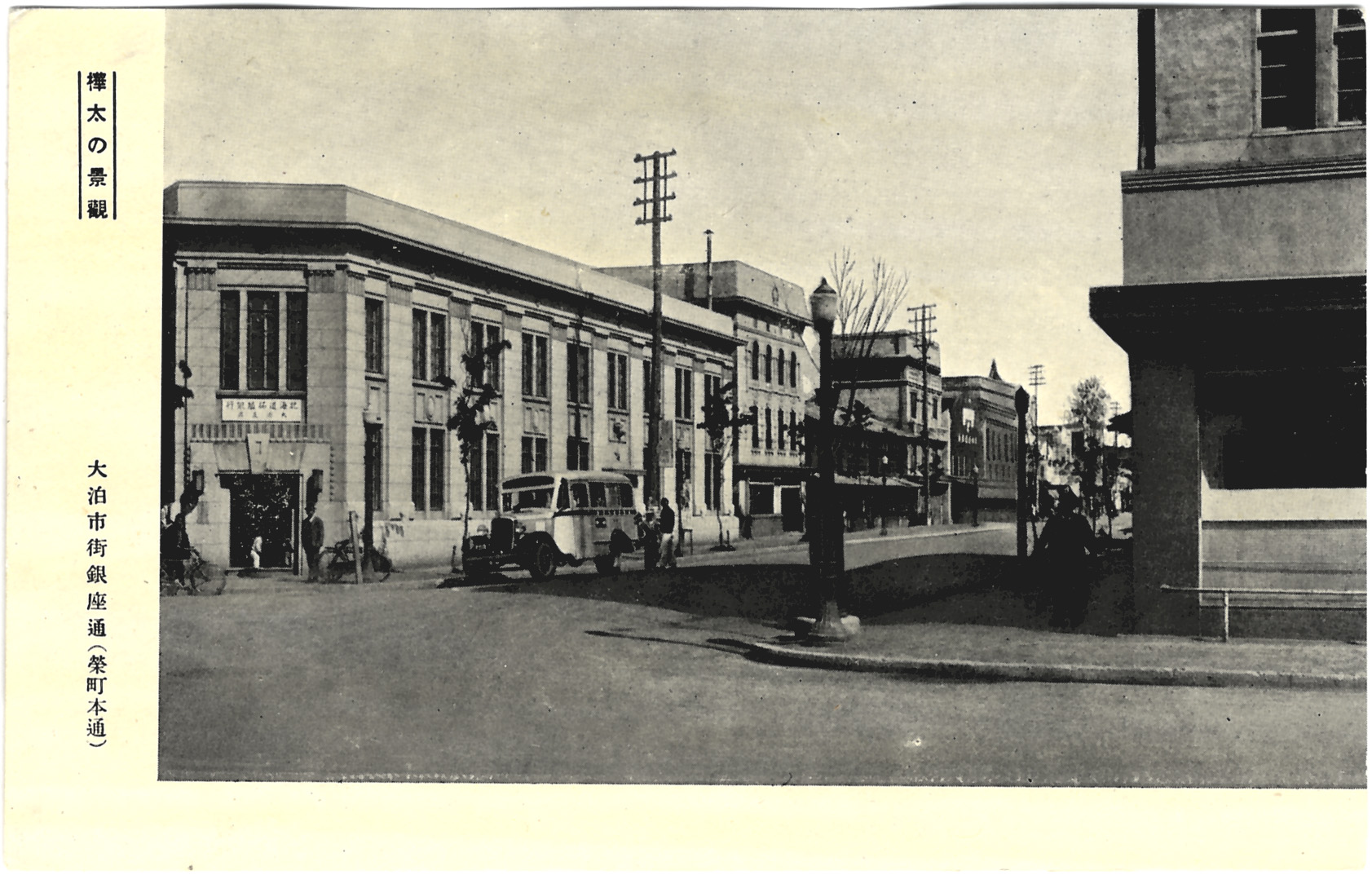
Rejon handlowy Sakae-machi w Ōtomari, Karafuto w okresie okres międzywojenny
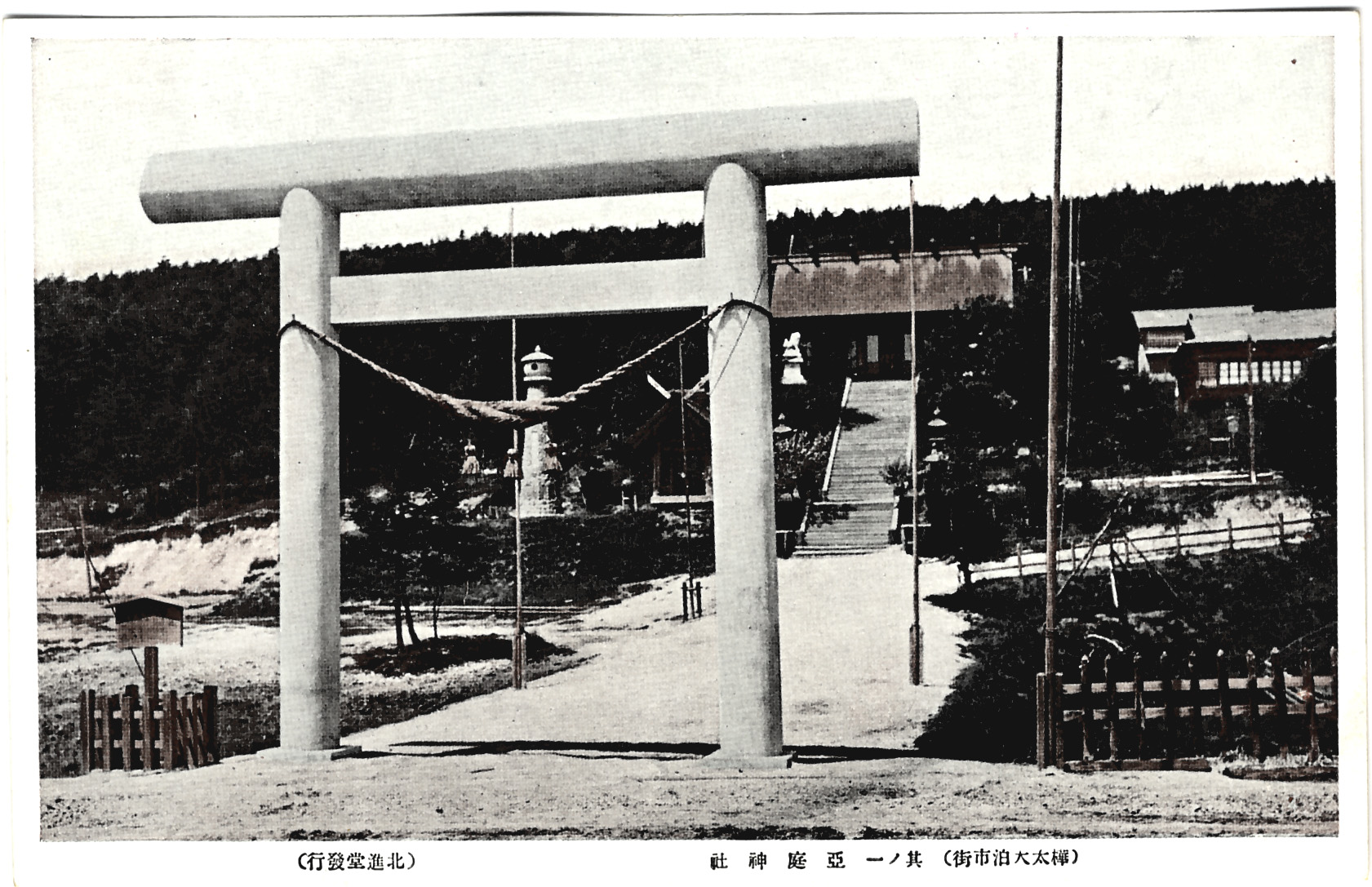
Aniva-jinja Sanktuarium Shinto w Ōtomari, Karafuto w okresie okres międzywojenny
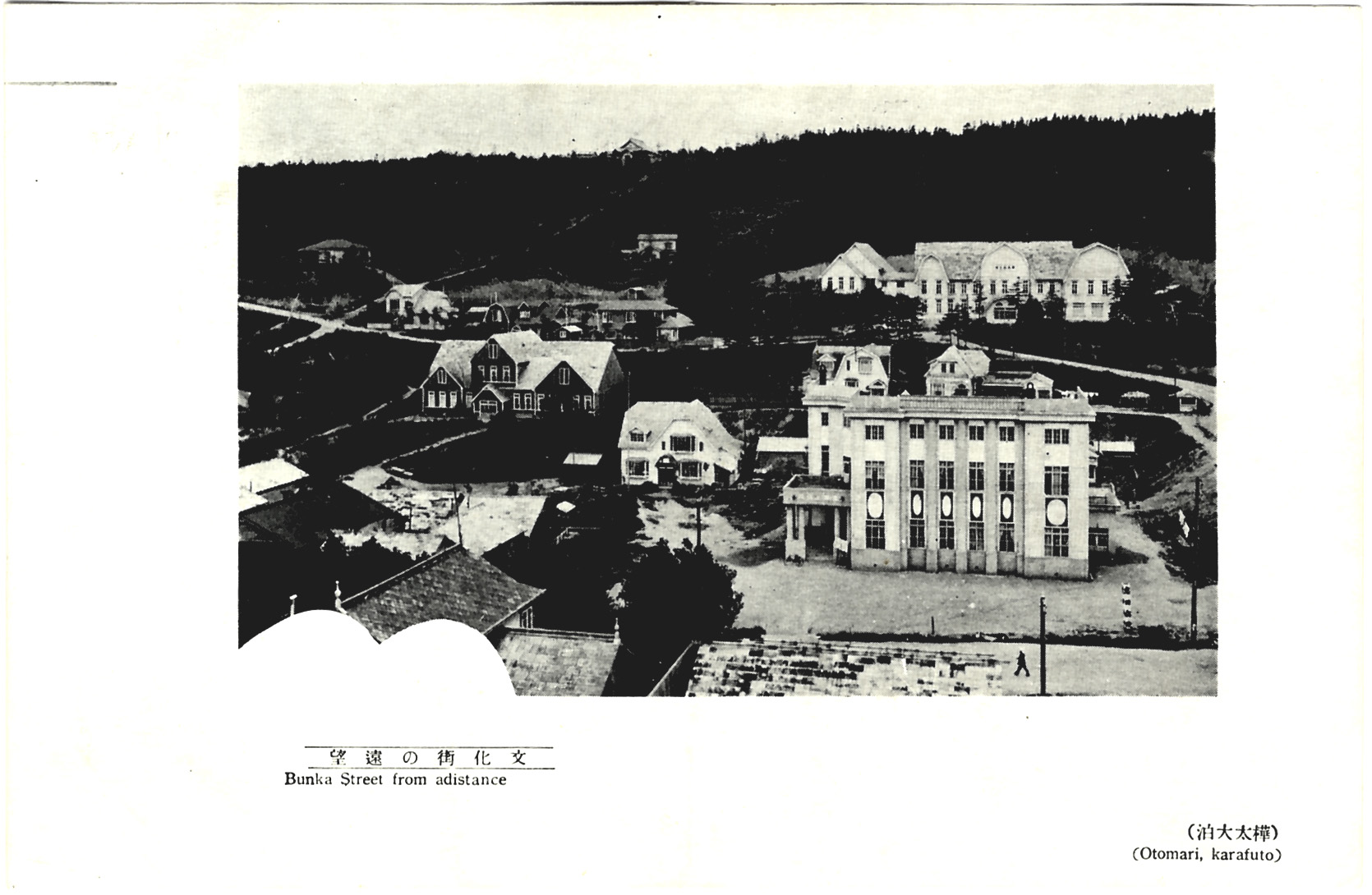
Widok ulicy Bunka w Ōtomari, Karafuto w okresie okres międzywojenny